# Sabueso de Hannover
El Sabueso de Hannover es una raza de perro de caza y presa.
Descendiente de los Bloodhounds de la Edad Media, se introduce en Francia durante los años 1980 y aún hoy es una raza poco extendida. Fue cruzada con el sabueso de Baviera para crear el Sabueso bávaro de montaña.

## Temperamento
Como todos los perros de trabajo el Hannover necesita vivir en un lugar donde pueda hacer mucho ejercicio, no siendo adecuado para la vida en la ciudad. Son tranquilos y leales, además de persistentes y obstinados en la caza.